# Laramie Basin

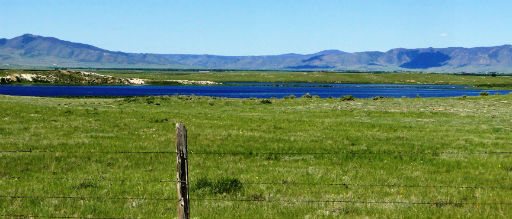
Lago Hutton

O Laramie Basin é uma depressão localizada ao oeste da Medicine Bow Mountains e ao leste da Laramie Mountains. Foi formada do fim do Cretáceo a metade do Paleoceno. Existem reservatórios de petróleo e gás natural, mas são pouco explorados. O local também abriga o Hutton Lake Wildlife Refuge e o Mortenson Lake National Wildlife Refuge.